# Argostemma arachnosum
Argostemma arachnosum är en måreväxtart som beskrevs av Elmer Drew Merrill. Argostemma arachnosum ingår i släktet Argostemma och familjen måreväxter. Inga underarter finns listade i Catalogue of Life.